# Елинек, Эльфрида
Эльфри́да Е́линек (нем. Elfriede Jelinek, род. 20 октября 1946, Мюрццушлаг, Штирия, Австрия) — австрийская писательница, драматург, поэтесса и литературный критик, лауреат Нобелевской премии 2004 года по литературе, лауреат премии Генриха Бёлля (Кёльн, 1986), премии Георга Бюхнера (1998), премии Генриха Гейне (2002), чешской премии Франца Кафки (2004).

## Биография
Эльфрида Елинек родилась 20 октября 1946 года в провинциальном австрийском городе Мюрццушлаг, земля Штирия, Австрия.

## Ранние годы
Детство и юность прошли в Вене. Мать, Ольга Илона Бухнер (в замужестве Елинек, 1904—?), происходила из зажиточной католической семьи и долгое время работала бухгалтером; отец, Фридрих Елинек (1900—1969), происходил из бедной богемской семьи, был химиком, автором научных трудов, в том числе монографии «Zur Kenntnis der Brenztraubensäure» (1954). Несмотря на еврейское происхождение, отцу удалось избежать преследования со стороны национал-социалистического режима, прежде всего благодаря своей необходимой для военной экономики профессии. В 1950 годы Фридрих Елинек заболел душевным расстройством и довольно продолжительное время оставался дома под опекой семьи; он скончался в 1969 году в состоянии полной потери рассудка.
С момента заболевания отца воспитание Эльфриды полностью перешло в руки матери: Елинек посещает католический детский сад, а затем школу при монастыре (своё отношение к которой писательница позже выразила в эссе «Ходить в школу всё равно что умирать»). Кроме того, мать планирует для дочери музыкальную карьеру: в школе Эльфрида берёт уроки игры на фортепиано, флейте, гитаре, скрипке и альте. В возрасте 13 лет Елинек принимают в Венскую консерваторию, где она изучает игру на органе, фортепиано, блокфлейте и музыкальную композицию. Одновременно она заканчивает публично-правовую гимназию.

## Начало литературной деятельности
После сдачи выпускных экзаменов у Елинек случается нервный срыв: она пытается несколько семестров изучать историю искусства и театра в Венском университете, однако прерывает учёбу в 1967 году из-за усиливающихся приступов страха. Целый год она проводит дома в полной изоляции. Именно в это время Елинек начинает писать. Её первые стихотворения (написанные в манере Венской группы только строчными буквами, что для немецкого языка имеет довольно весомое значение) публикуются сперва в различных журналах, а затем выходит её сборник «Тени Лизы» (Lisas Schatten) (1967). В следующем году она заканчивает роман «буколит» (bukolit), который остаётся неопубликованным до 1979 года. После смерти отца Эльфрида в определённой мере освобождается от своих страхов и на некоторое время примыкает к левому движению немецкого студенчества 1960-х годов.
В 1971 году Эльфрида Елинек сдаёт экзамен по классу органа в консерватории. Её литературное развитие в эти годы происходит под влиянием Ролана Барта, которому она посвятила своё эссе «бесконечная невиновность» (die endlose unschuldigkeit). В 1972 Елинек переезжает жить к своему другу Герту Лошюцу в Берлин, однако год спустя возвращается в Вену, где принимает активное участие в левом движении (в 1971—1991 годах Елинек является членом Коммунистической партии Австрии), проводит ряд культурных мероприятий, и в 1974 году выходит замуж за Готтфрида Хюнгсберга, известного своей музыкой для фильмов Райнера Вернера Фассбиндера, хотя и работающего с середины 1970-х годов информатиком в Мюнхене. Ради мужа Елинек регулярно приезжает жить в Мюнхен.

## Известность
В 1975 году для Елинек-писательницы наступает переломный момент: публикация её романа «Любовницы» (die liebhaberinnen), марксистско-феминистской пародии на патриотический роман, заставляет всех говорить о новой величине в немецкоязычной литературе. В начале 1980 годов выходит её роман «Перед закрытой дверью» (Ausgesperrten) о неблагополучных подростках из благополучных семей, заканчивающийся шокирующей сценой массового убийства целой семьи; по роману выходит аудиопьеса, а затем его экранизирует Паулюс Манкер.
1983 год ознаменован для Эльфриды Елинек первым крупным скандалом. На театральной сцене появляется спектакль «Бургтеатр», в котором поднимается тема попыток Австрии подавить в себе своё национал-социалистическое прошлое и во главу повествования ставится фигура известной тогда актрисы Паулы Вессели, бывшей соратницы Елинек по левому движению. Слава Елинек как «разоблачительницы» своей собственной страны растёт. В тот же год выходит едва ли не главный труд Эльфриды Елинек — роман «Пианистка», в котором и критики, и читатели тут же углядели автобиографическое значение с сильным элементом сублимации посредством текста в основе.
Следующим «возмутителем спокойствия» стал для Европы её роман «Похоть» (Lust), моментально попавший в списки бестселлеров и написанный под влиянием возросших споров феминисток на тему порнографии. Последовавшая за выходом романа театральная постановка пьесы Елинек «Места отдыха» (Raststätte), спровоцировавшая персональные нападки на Елинек со стороны Австрийской партии свободы (националистически-консервативного, крайне правого популистского толка) в ходе предвыборной кампании 1995 года в Австрии, вынудила писательницу отозвать все свои пьесы с театральных сцен и наложить запрет на дальнейшие постановки. После прихода Партии свободы к власти в 1999 году Елинек была одним из ведущих критиков нового правительства.
В своих поздних произведениях Елинек отходит от феминистских подтекстов своей литературы и фокусируется на социальной критике и критике Австрии в частности за неспособность преодолеть своё нацистское прошлое («Дети мёртвых», (Die Kinder der Toten). Именно в этот период творчества к писательнице приходят всемирное признание и слава. В 2001 году её «Пианистка» была в весьма радикальной манере экранизирована австрийским режиссёром Михаэлем Ханеке с Изабель Юппер в роли Эрики Кохут. Фильм был единогласно признан одним из самых революционных в современном кинематографе и получил три главных приза на Каннском кинофестивале 2001 года (лучшая режиссура, лучшая женская роль, лучшая мужская роль).
Апофеозом творчества Эльфриды Елинек стало объявление её в 2004 году лауреатом престижнейшей Нобелевской премии по литературе за «музыкальное многоголосие в романах и драмах, которое со свойственной только ей языковой страстью разоблачает абсурдность и принуждающую власть социальных клише».
В России Эльфрида Елинек долгое время была представлена переводом только «Любовниц» и своего самого знаменитого труда — «Пианистка». Однако сразу после вручения ей Нобелевской премии на русский были переведены все её крупные работы, в том числе несколько театральных пьес.

### Переводы на русский язык
- Любовницы / Die Liebhaberinnen — Симпозиум, 1996
- Пианистка / Die Klavierspielerin — Симпозиум, 2001
- Перед закрытой дверью / Die Ausgesperrten — Симпозиум, 2005
- Алчность / Gier — Амфора, 2005
- Похоть / Lust — Симпозиум, 2006
- Дети мёртвых / Die Kinder der Toten — Амфора, 2006
- Михаэль. Руководство для инфантильных мальчиков и девочек / Michael. Ein Jugendbuch für die Infantilgesellschaft — Амфора, 2006
- Клара Ш. / Clara S. — Митин Журнал, Kolonna Publications, 2006
- Дикость. О! Дикая природа! Берегись! / Oh Wildnis, oh Schutz vor ihr — Амфора, 2007
- Мы пестрые бабочки, детка! / Wir sind lockvögel baby! — Амфора, 2007
- Бембиленд. Вавилон / Bambiland; Babel: zwei Theatertexte — АСТ, Астрель, 2008
- Тотенауберг — Гора мертвецов / Totenauberg — АСТ, Астрель, 2009
- Предание смерти / Ein Sportstück — АСТ, Астрель, 2009
- Болезнь, или Современные женщины / Krankheit oder moderne Frauen — АСТ, Астрель, 2009
- Посох, палка и палач / Stecken, Stab und Stangl — АСТ, Астрель, 2010
- Смысл безразличен. Тело бесцельно. Сборник эссе / по-немецки не публиковался — Симпозиум, 2010
- Чисто рейнское ЗОЛОТО / rein GOLD — АСТ, 2016

## Общественная деятельность
В 2016 году подписала письмо с призывом к Greenpeace, Организации Объединённых Наций и правительствам всего мира прекратить борьбу с генетически модифицированными организмами (ГМО).
13 июля 2024 года оставила свою подпись под письмом с призывом прекращения огня на Украине и в секторе Газа.